# عقوبة الإعدام في البرازيل

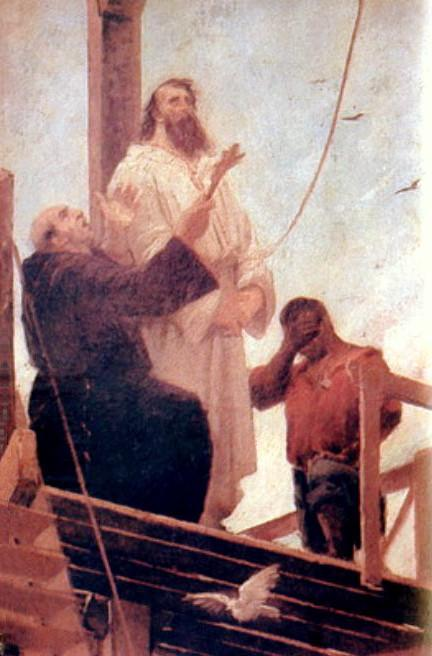

يُعتبر الإعدام أحد أشكال العقوبات الذي لم يُستخدم منذ فترة طويلة في البرازيل إلا في حالات الحرب بالرغم من أنه أُلغي تقريباً وفق المادة الخامسة من الدستور الفيدرالي. وتعد البرازيل -التي ألغت عقوبة الإعدام من الناحية العملية- من أكثر البلدان اكتظاظاً بالسكان في العالم (ألغت المكسيك -الدولة الأكثر اكتظاظاً بالسكان- هذه العقوبة بالكامل).
يدعم رئيس البرازيل الحالي جايير بولسونارو إعادة إحياء عقوبة الإعدام في جرائم مثل القتل والاغتصاب.

## من الناحية التاريخية
كان شنق فرانسيسكو في بيلار في ألاغوس عام 1876 آخر عملية شنق لعبد نفذته البرازيل، وكان شنق خوسيه بيريرا دي سوزا في لويسيانيا في غوياس عام 1861 آخر عملية شنق لرجل حر وفقاً للسجلات الرسمية، وكان شنق بيريجينا -أحد عبيد روزا كاسانج- في صبارا عام 1858 آخر عملية شنق لامرأة على يد الجلاد العبد فورتوناتو خوسيه، والتي اتضحت فيما بعد براءتها.
بقي حكم الإعدام على المُدّعى عليهم حتى السنوات الأخيرة من الإمبراطورية البرازيلية ساري المفعول بالرغم من تخفيف بيدرو الثاني إمبراطور البرازيل جميع أحكام الإعدام للعبيد والأحرار في عام 1876، وأُلغيت عقوبة الإعدام بشكل كامل للجرائم الشائعة بعد إعلان جمهورية البرازيل في عام 1889؛ ولم تُلغ للجرائم العسكرية الحاصلة وقت الحرب.
حكم الدكتاتور جيتوليو فارجاس إيرا البلاد وفق دستور عام 1937، والذي أتاح للعدالة أن تحكم على السجناء الذين تجاوزوا الجرائم العسكرية أثناء الحرب بالإعدام.
حُكم على الكاتب المتشدد جيراردو ميلو موراو بالإعدام في عام 1942 بتهمة ارتكاب أعمال تجسس لصالح دول المحور، ولكنه ذكر لاحقاً أنه حُكم عليه بالسجن مدى الحياة مدعياً أنه «لم يُحكم عليه بالإعدام مُطلقاً كما لمح نقاد التاريخ وسيئو النية». لا توجد في الواقع سجلات لإعدام نُفّذ في فترة حكم هذا الدستور الذي استمر حتى عام 1946.
أصبح الإعدام مُتاحاً مرة أخرى بصفته شكلاً من أشكال العقوبة على الجرائم السياسية التي أدت إلى الوفاة خلال فترة الديكتاتورية العسكرية الممتدة من عام 1969 وحتى 1978، فقد حُكم على الناشط في الحزب الشيوعي الثوري البرازيلي تيودوميرو روميرو دوس سانتوس بالإعدام بتهمة قتل رقيب في السلاح الجوي وإصابة ضابط في الشرطة الفدرالية، ويُعتبر سانتوس الذي أصبح الآن قاضياً متقاعداً هو الشخص الوحيد الذي حُكم عليه بالإعدام خلال التاريخ الجمهوري للبرازيل، وخُفف لاحقاً إلى السجن المؤبد. لا توجد سجلات رسمية لعمليات الإعدام التي حصلت أثناء الحكم العسكري، وقد كان النظام مسؤولاً عن قتل ما لا يقل عن 300 من معارضيه خارج نطاق القضاء.
أُلغيت عقوبة الإعدام على جميع الجرائم غير العسكرية في البرازيل بموجب دستور عام 1988، وبقيت سارية المفعول على الجرائم العسكرية مثل الخيانة العظمى والقتل والإبادة الجماعية والجرائم ضد الإنسانية وجرائم الحرب والإرهاب أثناء الحرب. نص القانون على طريقة واحدة للقتل تُطبق فقط في الحالات القصوى وهي الرمي بالرصاص، ويجوز للرئيس منح العفو للضابط المُدان، ومع ذلك لم تشارك البرازيل في أي نزاع مُسلح كبير منذ نهاية الحرب العالمية الثانية.
البرازيل هي الدولة الوحيدة الناطقة باللغة البرتغالية التي ما تزال تطبق عقوبة الإعدام على بعض الجرائم.

## الدستور
حظر الدستور البرازيلي لعام 1988 استخدام عقوبة الإعدام بشكل صريح من قبل نظام العدالة الجنائية، وقد تكون مع ذلك عقوبة الإعدام قابلة للتطبيق وفقاً للقانون الدولي في حالة الحرب المعلنة؛ بحسب البند 19 من المادة 84 من الدستور، ويُحظر وفق المادة نفسها استخدام الأحكام المؤبدة أيضاً، ما جعل البرازيل واحدة من الدول القليلة التي ألغت عقوبة السجن المؤبد وعقوبة الإعدام.
لا يمكن للمواطن قضاء أكثر من 30 سنة في السجن وفق قانون العقوبات البرازيلي.
تُعد البرازيل دولةً طرفًا في بروتوكول الاتفاقية الأمريكية المعنية بحقوق الإنسان لإلغاء عقوبة الإعدام، أُقرَّت هذه الاتفاقية في 13 أغسطس عام 1996.
يُعتبر «تطبيق عقوبة الإعدام أثناء الحرب تنفيذاً للإدانة بارتكاب جريمة خطيرة ذات طابع عسكري أثناء الحرب» أمراً مقبولاً وفقاً للقانون الدولي. تنص الفقرة الأولى من المادة الثانية للبروتوكول الاختياري الثاني للأمم المتحدة التابع للعهد الدولي الخاص بالحقوق المدنية والسياسية والهادف إلى إلغاء عقوبة الإعدام على السماح للأعضاء بالتحفظ لهذه الشروط في وقت إقرار البروتوكول أو الانضمام إليه.

## استطلاعات الرأي

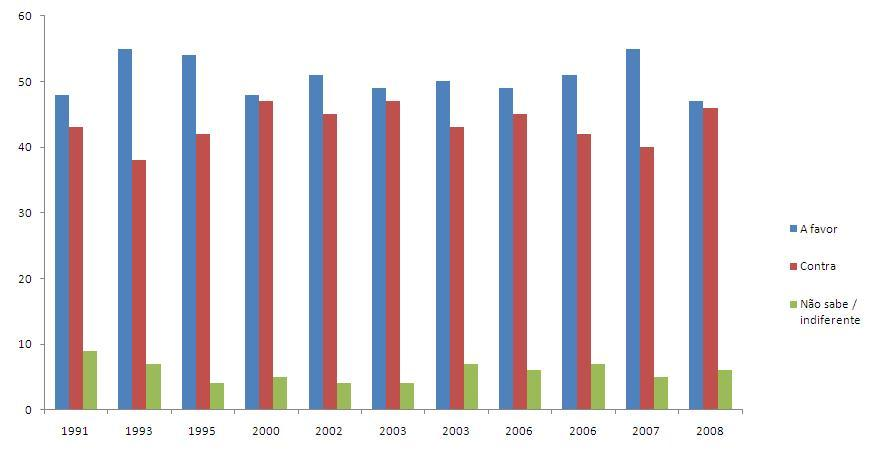
استطلاع عقوبة الاعدام في البرازيل

أجرت مؤسسة الاقتراع «داتافولها» المتعاونة مع جريدة «فولها دو ساو باولو» دراسة استقصائية سنوية منذ بداية سبعينيات القرن الماضي تتعلق بقبول عقوبة الإعدام في المجتمع البرازيلي. تشير أغلب هذه الاستطلاعات إلى تأييد معظم البرازيليين لهذا النوع من العقوبات. تشير أحدث استطلاعات الرأي (بتاريخ مارس لعام 2008) إلى اختلاف رأي الأغلبية حول هذه المسألة. يشكل الفرق بين الأشخاص الموافقين وغير الموافقين على هذه العقوبة نسبة 1% فقط، وبالتالي تعتبر هذه النسبة ضمن هامش الخطأ في الاستطلاع، تتشابه هذه النتائج مع نتائج استطلاع آخر في عام 2000 والذي أجرته المؤسسة ذاتها، إذ انخفضت نسبة الموافقة على عقوبة الإعدام بشكل مفاجئ وارتفعت مرة أخرى في السنوات اللاحقة. تشير الجريدة إلى تأثير بعض قضايا القتل على نتائج الاستطلاعات، كقضية وفاة الفتى جواو هيليو -التي بدأت مناقشة حول سن المسؤولية الجنائية- التي تناولتها وسائل الإعلام بشكل موسع أثناء إجراء الاستطلاع.
أشار استطلاع الرأي الذي أجرته مؤسسة «سينسوس» في يناير من عام 2010 إلى معارضة معظم البرازيليين لعقوبة الإعدام، إذ يعارض أكثر من 55% من بين 2,000 شخصاً مشاركاً عقوبة الإعدام، وهي النسبة المئوية ذاتها التي حصلت عليها المؤسسة في استطلاع آخر في يناير من عام 2001.
بحلول عام 2018، ازداد قبول استخدام عقوبة الإعدام بشكل كبير، إذ تبين بأن 57% من البرازيليين مؤيدون لعقوبة الإعدام. أما الفئة العمرية التي تؤيد إعدام المدانين بشكل أكبر فهي الفئة ما بين 25 إلى 34 عاماً، فقد أيد 61% من هؤلاء الأشخاص هذه العقوبة.